# Nijs Korevaar
Nijs Cornelis Korevaar (Mijnsheerenland, 31 december 1927 – Altendorf (Zwitserland) 1 december 2016) was een Nederlandse zwemmer en waterpolospeler, uitkomend voor zwemvereniging DZV Merwede.
Hij was tussen 1943 en 1953 op zijn hoogtepunt als sporter. Korevaar nam  deel aan de Nederlandse zwemkampioenschappen en verbeterde het Nederlands record op de 3x100m wisselslag. Met hem promoveerde het waterpoloteam van Merwede naar de hoofdklasse. Van 1946 tot 1952 speelde hij in het Nederlands waterpoloteam.
Nijs Korevaar nam als waterpoloër deel aan de Olympische Spelen van 1948 en 1952. Hij eindigde met het Nederlands team op een derde (1948) en vijfde (1952) plaats. In 1950 werd hij met het team Europees kampioen.
Hij overleed 1 december 2016 in zijn woonplaats in Zwitserland. Hij was de jongere broer van de wiskundige Jaap Korevaar.
Cor Braasem · 
Joop Cabout · 
Ruud van Feggelen · 
Henny Keetelaar · 
Nijs Korevaar · 
Joop Rohner · 
Frits Ruimschotel · 
Piet Salomons · 
Frits Smol · 
Hans Stam
Gerrit Bijlsma · 
Cor Braasem · 
Joop Cabout · 
Ruud van Feggelen · 
Max van Gelder · 
Nijs Korevaar · 
Frits Smol